# Libor Martinek
Libor Martinek (* 15. ledna 1965 Krnov) je český vysokoškolský pedagog, bohemista a překladatel.

## Život
Vyrůstal v Bruntále. V roce 1989 vystudoval Pedagogickou fakultu Univerzity Palackého v Olomouci, obor čeština – hudební výchova, poté učil na Střední pedagogické škole v Krnově. Od roku 1993 byl odborným asistentem, od roku 2010 je docentem české literatury na Ústavu bohemistiky a knihovnictví Slezské univerzity v Opavě, v roce 2011 zde založil Kabinet literárněvědné komparatistiky. Učil zde již v r. 1992. V roce 2012 byl jmenován mimořádným, v roce 2017 řádným profesorem Vratislavské univerzity (Uniwersytet Wrocławski, Polsko), kde přednáší dějiny české literatury na Ústavu slovanské filologie. Doktorát z dějin české literatury obhájil na Filozofické fakultě Masarykovy univerzity v Brně v roce 2000, doktorát z dějin polské literatury v roce 2005 tamtéž. Habilitoval v roce 2010 rovněž na Filozofické fakultě Masarykovy univerzity.
Je členem Obce spisovatelů ČR, Obce překladatelů ČR, Českého centra Mezinárodního PEN klubu, Těšínsko-záolžského kola Hornoslezského literárního sdružení s centrem v Katovicích. Od roku 2001 žije v Opavě.
Tématy Martinkova literárněvědného a literárněhistorického zájmu jsou poválečná česká literatura, česká, německá a polská literatura ve Slezsku od středověku po současnost, literární teorie (se zvláštním zřetelem k polské literární teorii), komparatistika, regionalistika. Kromě historie české literatury se zabývá i česko-polskými literárními vztahy v minulosti a současnosti.
Přednášel na několika univerzitách a vysokých školách v České republice, Polsku (Varšava, Poznaň, Katovice, Gdaňsk, Štětín, Vratislav, Lublin, Kielce, Čenstochová), přednášel pro studenty, odbornou i laickou veřejnost v České republice, Slovensku, Polsku, Německu a v Litvě. Do roku 2011 byl členem redakční rady časopisu Psí víno (Praha).

### Ocenění díla
Obdržel několik ocenění za rozvoj česko-polských literárních a kulturních kontaktů:
- 1997 Cena za překlady a popularizaci polské poezie v zahraničí, udělená Svazem polských spisovatelů ve Varšavě;
- 2003 I. cena za překlady polské poezie v rámci XXVI. Mezinárodního básnického listopadu v Poznani, udělená maršálkem Poznaňského vojvodství;
- 2004 Cena polského výboru UNESCO, Ministra kultury Polské republiky a prezidenta hlavního města Varšavy za překlady polské poezie;
- 2004 Statutární město Opava za rozvoj česko-polských literárních aktivit,
- 2010 Medaile Evropského kruhu Franze Kafky, Praha;
- 2010 Cena Władysława Broniewského a diplom Ministra kultury a národního dědictví Polské republiky v kategorii zahraniční tvůrce – vědec, Varšava;
- 2016 Cena rektora Vratislavské univerzity za dosažené vědecké výsledky v r. 2015;
- 2017 Cena rektora Vratislavské univerzity za dosažené vědecké výsledky v r. 2016;
- 2018 Plaketa Marie Konopnické udělená Muzeem Marie Konopnické v Żarnowci (Polsko) za propagaci díla této polské autorky v ČR;
- 2019 Cena Svazu polských spisovatelů v zahraničí s centrem v Londýně v r. 2019,
- 2019 European Medal of Poetry and Art "HOMER", Brusel 2019;
- 2019 Cena rektora Vratislavské univerzity za dosažené vědecké výsledky v r. 2018;
- 2021 Bronzová medaile "Za zásluhy o kulturu Gloria Artis" (Ministerstvo kultury, národního dědictví a sportu PR) v r. 2021;
- 2023 Cena rektora Vratislavské univerzity za dosažené vědecké výsledky v r. 2022;
- 2024 Diplom a medaile za dlouholetou spolupráci u příležitosti 65. výročí založení Klubu hudby a literatury ve Vratislavi a 25. výročí založení vydavatelství Akwedukt.

Získal ocenění v mezinárodních básnických soutěžích v České republice a v Polsku.

## Dílo

### Odborné publikace
- Polská literatura českého Těšínska po roce 1945 (Opava 2004)
- Polská poezie českého Těšínska po roce 1920 (Opava 2006)
- Region, regionalismus a regionální literatura (Opava 2007)
- Życie literackie na Zaolziu 1920–1989 (Kielce 2008)
- Současná česká literatura I/1 (Opava 2008)
- Literatura a hudba I/1, 2 (Opava 2009)
- Identita v literatuře českého Těšínska. Vybrané problémy (Opava 2009)
- Hledání kořenů. Literatura Krnovska a její představitelé. I. díl. Od středověku po interetnické vztahy v literatuře 20. století (Opava 2009),
- Hledání kořenů. Literatura Krnovska a její představitelé. II. díl. Od národního obrození do současnosti (Opava 2010)
- Fryderyk Chopin v české literatuře (Opava 2013)
- Władysław Sikora (Opava 2015)
- Identita v literatuře Těšínska (Opava – Kielce 2015)
- Literatura i muzyka. Wprowadzenie do problematyki (Opava 2015) [s Małgorzatou Gamrat]
- Henryk Jasiczek (Opava 2016)
- Zlatý fond české kultury a jeho proměny (Opava 2016) [s Michaelou Hashemi]
- Lašsko-evropský básník Óndra Łysohorsky (Vratislav 2016)
- Wilhelm Przeczek (Vratislav 2018)
- Paweł Kubisz (Vratislav 2020)
- Dějiny literatury na Bruntálsku (Bruntál 2021)[2]
- Obraz literatury z oblasti Jeseníků (Bruntál 2021)[3]
- Identita v kontextu polské etnické skupiny na českém Těšínsku (Na příkladu díla Pawła Kubisze) (Bruntál 2021)[4]
- Nástin historie literatury na Karvinsku (Bruntál 2021)[5]
- Těšínský básník Henryk Jasiczek – Literární portrét polského spisovatele (Bruntál 2022)[6]
- Dějiny literatury Krnovska (I. a II. díl) (Bruntál 2022)[7]
- Władysław Sikora (1933–2015), Portrét těšínského spisovatele (Bruntál 2022)[8]
- Bolzanovo pojetí národa v kontextu osvícenství a romantismu (Bruntál 2023)[9]
- Fryderyk Chopin v Čechách. Ohlasy jeho pobytu v české a polské literatuře (Bruntál 2023)[10]
- Literatura Opavska 1990–2023 (Bruntál 2023)[11]
- Gustaw Morcinek (Vratislav 2023)

### Poezie
- 2001 Co patří Večernici – Sekrety Gwiazdy Wieczornej (Opava – Kielce) - dvojjazyčná česko-polská sbírka básní - debut
- 2012 Jsi mým signifié – Jestesz moim signifié (Krnov) - dvojjazyčná česko-polská sbírka básní
- 2024 Básně na fotografie z Akagi (Bruntál 2024)[12] - sbírka básní inspirovaná fotografiemi Jindřicha Štreita vydaných v knihách, Japonsko – Lidé z Akagi, 1995 a Japonsko 1995 – Návraty, 1995.

### Edice
- Vladimír Křivánek, Šampaňské básníkům – Szampana dla poetów (Bruntál 2023), překlad do polštiny Franciszek Nastulczyk[13]
- Josef Richter, Něžná vina (Bruntál 2023)[14]; knižně Opava, 2024
- Petr Španger, Stěny ze skla (Bruntál 2024)[15]

### Časopisecké publikace
Publikoval odborné studie a básnickou tvorbu v řadě odborných literárněvědných a literárních časopisů (mj. Host, Tvar, Labyrint, Literární noviny, Listy, Psí víno, Akord, Mosty, Romboid /Bratislava/, Śląsk /Katovice/, Religious and Sacred Poetry /Krakov/, Ostragehege /Drážďany/, Znad Vilii /Vilnius/), sborníků i v básnických antologiích v ČR, Dubaji, Litvě, Polsku, Rumunsku, Slovensku, SRN.
Člen redakčních rad odborných časopisů Religious and Sacred Poetry. Religion, Culture and Education (Krakov, Polsko); Er(r)go. Teoria – Literatura – Kultura (Katovice, Polsko); Miscellanea Posttotariana Wratislaviensia (Vratislav, Polsko); Studia Słowianoznawcze (Piotrków Trybunalski, Polsko); Litikon. Časopis pre výskum literatúry (Nitra, Slovensko).

### Překlady
Z polštiny sám nebo ve spolupráci s jinými překladateli přeložil básnické sbírky, výbory poezie a prózy i odborné práce. Překládá také z dalších evropských jazyků.
- Wiesław Malicki, Slova proti větru – Słowa pod wiatr. (Překlad s Wilhelmem Przeczkem.) (Český Těšín 1996)
- Lucyna Przeczek-Waszková, Čtyři období lásky. (Albrechtice u Českého Těšína 1996)
- Marie Chrašcinová, Čas písně. (Překlad s W. Przeczkem.) (Český Těšín 1997)
- Wilhelm Przeczek, Intimní bedekr. (Český Těšín 1998)
- Bogusław Żurakowski, Písně karlovarských pramenů. (Překlad s Lucynou Waszkovou.) (Český Těšín 1999)
- Stanisław Nyczaj, Poezie – Poezje. (Překlad s W. Przeczkem a Erichem Sojkou.) (Opava 1999)
- Stanisław Franczak, Dotek lásky. (Překlad s W. Przeczkem.) (Opava 2001)
- Dariusz Tomasz Lebioda, Descartova lebka. (Opava 2003)
- Danuta Kostewiczová, Anatomie chvíle. (Opava 2003)
- Nikos Chadzinikolau, Poezie, Poezje, Ποιήματα. (Překlad s Karlem Vůjtkem.) (Ostrava 2003)
- Wacław Kostrzewa, Bílé tango – Białe tango. (Opava 2004)
- Dariusz Tomasz Lebioda, Tajemství papeže. (Praha 2005)
- Wojciech Kalaga, Mlhoviny diskursu. (Brno 2006)
- Ewa Lipska, Okamžik nepozornosti. (Praha 2006)
- Danuta Muchová, Motýli slov. (Opava 2007)
- Jacek Sikora, Za późno na wiosnę – Příliš pozdě na jaro. (Český Těšín 2007)
- Bohdan Urbankowski, Erotikon pro nástupce. (Płock 2007), (Bruntál 2022)[16]
- Andrzej Bątkiewicz, Pronásledovaný Roman Polański. (Praha 2008)
- Marek Mariusz Tytko, Setkání s Jiným. (Opava 2009)
- Wojciech Łęcki, Widok ustronny – Pohled z ústraní. (Płock 2010)
- Stefan Grabiński, V domě Sáry a jiné povídky. (Praha 2012)
- Danuta Mucha, Baśniowy świat w czterech porach roku – Pohádkový svět ve čtyřech obdobích roku. (Opava – Łódź 2012)
- Zbigniew Chojnowski, Mazurské odjezdy. (Opava 2012)[17]
- Wojciech Ossoliński, 40 nesprávných básní o mém městečku – 40 niepoprawnych wierszy o moim miasteczku. (Krnov 2013)
- Marek Rapnicki, Barabáš a jiné básně – Barabasz i inne wiersze. (Krnov 2013)
- Jacek Molęda, Šel jsem pro chleba – Wyszedłem po chleb. (Krnov 2013)
- Zbigniew Chojnowski, Mazurské dědictví. (Opava 2013)[18]
- Zbigniew Chojnowski, Viditelný obzor. Vždy je někde noc. (Opava 2018)[19]
- Anna Blumental, Rozszczepianie kręgosłupa – Štěpení páteře. (Łódź – Opava 2018)
- Henryk Wolniak-Zbożydarzyc, Zaurocznia lądecka – Landecké okouzlení. (Kraków 2018)
- Maria Mistrioti. A νεμóς τε κυβερνήτης – Kormidelník vítr. (Opava 2019)
- Danuta Kostewicz, Andante Spianato. (Opava 2019)[20], (Bruntál 2023)[21]
- Danuta Kostewicz, Geo gratias. (Opava 2019)[22], (Bruntál 2023)[23]
- Danuta Mucha, Miguel Ángel Asturias (1899 – 1974). Pisarz i dzieło. Spisovatel a dílo. (Kielce 2019)
- V duchu Edgara Allana Poea. Antologie polské fantastiky horroru. (Praha 2019)
- Grażyna Drobek-Bukowska, Naprawianie przestrzeni – Napravování prostoru. (Łódź 2020)
- Danuta Mucha, Tchnienie wiosennego wiatru – Závan jarního větru. (Łódź – Opava 2020)
- Salomea Kapuścińska, Piękno – Krása. (Wrocław 2020)
- Eligiusz Dymowski, Cicha dłoń – Tichá dlaň. (Opava 2020)
- Czesław Sobkowiak, Późne lata – Pozdní léta. (Wrocław 2021)
- Zbigniew Chojnowski, Výbor z poezie z let 1980–2017. (Bruntál 2022)[24]
- Aleksander Nawrocki, Hlohový náhrdelník. (Bruntál 2022)[25]
- Bonifacy Miązek, Návrat (Bruntál 2022)[26]
- Daria Galant, Syrena słowiańska – Slovanská siréna. (Wrocław 2022), (česko-slovenské vydání Bruntál 2023)[27]
- Robert Gawłowski, Božské světlo. (Wrocław – Görlitz – Praha 2024), (polsko-německo-české vydání).
- Waldemar Okoń: Jeszcze jeden tom wierszy. Ještě jedna sbírka poezie. (Wrocław 2024), (polsko-české vydání).
- Christopher Okemwa, Chřadnoucí růže (Bruntál 2024)[28]